# مسجد جامع سرآور گلپایگان
مسجد جامع سرآور گلپایگان مربوط به دوره تیموریان - دوره صفوی است و در شهرستان گلپایگان، روستای سرآور واقع شده و این اثر در تاریخ ۵ اسفند ۱۳۴۱ با شمارهٔ ثبت ۴۳۴ به‌عنوان یکی از آثار ملی ایران به ثبت رسیده است.